# 성복도서관
성복도서관은 경기도 용인시 수지구의 공립 도서관이다.

## 연혁
- 2021년 10월 28일 개관.

## 시설 현황
- 지상2층: 사무실, 동아리실, 청소년코너, 독서전망대, 제1종합자료실, 화장실

- 지상1층A: 어린이실

- 지상1층B: 제2종합자료실, 노트북코

- 로비: 도서정리실, PC코너, 로비, 안내소

- 지하1층: 주차장, 다목적실, 기계실